# Travian
Travian là một trò chơi trực tuyến được công ty Travian Games GmbH, Đức phát triển. Trong Travian, các game thủ hợp tác với nhau cùng lúc, trong một thế giới ảo trong thời kì văn minh Hy Lạp.

## Cách chơi
Travian là một trò chơi trực tuyến trên trình duyệt, do đó game thủ chơi trực tiếp trên internet bằng bất kì trình duyệt web nào. Các sự kiện trong Travian xảy ra theo thời gian thực, từ xây dựng, tấn công, phòng thủ đến sản xuất tài nguyên. Game thủ bắt đầu bằng 1 ngôi làng nhỏ, và tìm cách xây dựng nó thành 1 đế chế vĩ đại.
Travian không yêu cầu bất cứ cài đặt hay tải thêm nào, chỉ cần chọn 1 máy chủ (gọi là thế giới), đăng ký là có thể bắt đầu ngay lập tức. Đây là một trò chơi hoàn toàn miễn phí, tuy vậy nhà cung cấp có tạo ra một số tính năng giúp game thủ chơi dễ dàng hơn. Muốn có các tính năng này game thủ phải trả phí.

### Các tộc người trong Travian
Game thủ có thể chọn một trong 3 tộc: Teutons, Gauls hay Romans. Mỗi tộc có các loại binh chủng khác nhau, cùng các đặc tính khác nhau, do đó tạo ra chiến lược chơi khác biệt. Tộc Romans được xem là dễ chơi cho người mới bắt đầu, nhưng cũng bất lợi vì quân đội khá đắt và bảo trì cao. Ngược lại, quân đội Teutons rẻ và đào tạo nhanh, sức tấn công tốt nhưng lại yếu nhất khi phòng thủ. Trong khi đó, tộc Gauls phòng thủ mạnh nhất và di chuyển cũng thuộc hàng nhanh nhất.
Ngoài 3 tộc người game thủ có thể lựa chọn, có thêm 1 tộc người xuất hiện vào cuối trò chơi là Natars. Tộc Natars giữ các bảo bối thất truyền của thế giới, cùng với những bản thiết kế (building plan) quý giá để xây dựng kì quan thế giới. Khi có game thủ cướp được bản thiết kế và xây xong kì quan thế giới là lúc trò chơi kết thúc.

### Tài nguyên
Có bốn loại tài nguyên trong Travian: gỗ (wood), đất sét (clay), sắt (iron) và lúa (crop). Tất cả công trình xây dựng cũng như đào tạo quân đội đều phải sử dụng tất cả các loại tài nguyên này. Tài nguyên được sản xuất từ các vùng xung quanh làng. Muốn sản xuất nhanh thì vùng cần được nâng cấp (tối đa đến cấp 10,thủ đô có thể nâng cấp đến cấp cao nhất là cấp 20).
Sắt:tộc Romans dùng nhiều,khai thác trong mỏ sắt.
Gỗ:tộc Teutons dùng nhiều,khai thác trong tiều phu.
Đất sét:tộc Gauls dùng nhiều,khai thác trong mỏ đất sét.
Lúa:rất cần thiết để nuôi dân và quân,khai thác trong ruộng lúa.
.

## Cộng đồng
Cộng đồng Travian khá đông đảo và trải đều trên khắp thế giới. Số lượng game thủ tập trung cao nhất ở châu Âu, đặc biệt là Pháp, Đức, Ý và một số nước Đông Âu. Tại châu Á và Mĩ, Travian đã bắt đầu trở nên phổ biến.
Mỗi máy chủ đại diện cho 1 thế giới. Máy chủ đặt tại nước nào sử dụng ngôn ngữ nước đó. Ví dụ server.fr chơi bằng tiếng Pháp,.us và.com dùng tiếng Anh.

## Các công cụ cho Travian
Khá nhiều người hâm mộ Travian đã tạo ra một số công cụ hữu ích để giúp chơi dễ dàng hơn. Điển hình là các công cụ tính toán tài nguyên cho xây dựng, tạo kế hoạch tấn công, tìm kiếm làng, theo dõi đối thủ,... Tuy nhiên, cần cẩn thận khi sử dụng những công cụ này, đặc biệt là khả năng bị lộ thông tin mật.
- Travianhelper: Kế hoạch xây dựng Lưu trữ ngày 27 tháng 5 năm 2014 tại Wayback Machine
- TravianToolbox: Tính toán thời gian, tìm kiếm nhà,... Lưu trữ ngày 5 tháng 10 năm 2020 tại Wayback Machine (French)
- Travian Tool: Thống kê và công cụ cho các thế giới Fr, Eng, Nl, De, Au, Us, Uk, Ru, Pt, Pl, Net & It
- Phân tích thế giới Lưu trữ ngày 8 tháng 1 năm 2019 tại Wayback Machine
- Cry's Travian Tools: Thống kê và làm chữ ký cho tất cả thế giới Lưu trữ ngày 13 tháng 10 năm 2017 tại Wayback Machine
- Tính toán tài nguyên Lưu trữ ngày 16 tháng 4 năm 2008 tại Wayback Machine
- Resources Calculator Lưu trữ ngày 16 tháng 4 năm 2008 tại Wayback Machine (French, English, Dutch, Italian, Portuguese, Spanish)

### Trang chủ chính thức
- Travian Games GmbH
- Travian FAQ - trang trợ giúp chính thức Lưu trữ ngày 16 tháng 6 năm 2007 tại Wayback Machine
- Travian.com - Máy chủ tiếng Anh
- Travian.co.uk - Máy chủ ở Anh
- Travian.us - Máy chủ ở Mĩ
- Travian.fr - Máy chủ ở Pháp
- Travian.com.vn - Máy chủ ở Việt nam
- Travian.de-Máy chủ tại Đức

## Liên kết khác

### Wikis
- Travian V2 Wiki Project Lưu trữ ngày 30 tháng 9 năm 2005 tại Wayback Machine
- Travian V3 Wiki Project
- French Travian 3.0 Wiki Project[liên kết hỏng]